# Monastero di Hanle
Il monastero di Hanle, noto anche come Analy Gompa o Hanle Gompa, è un monastero buddista (gompa) risalente al XVII secolo appartenente alla setta dei Berretti rossi del lignaggio Drukpa della scuola Kagyu del Buddismo tibetano. È situato nella valle di Hanle, distretto di Leh nel territorio del Ladakh in India su un vecchio ramo dell'antica rotta commerciale Ladakh-Tibet.
La valle ospita circa un migliaio di persone, 300 circa delle quali vivono nel villaggio di Hanle. Il monastero ospita una dozzina di monaci mentre oltre 30 circa vengono regolarmente per le preghiere. Dista solo 19 chilometri dalla contesa frontiera tra l'India e il Tibet controllato dalla Cina.

## Storia
Il monastero principale, uno dei più grandi e conosciuti dei monasteri del Ladakh, fu costruito sotto il patrocinio del re del Ladakhi Sengge Namgyal (1616-1642) con l'assistenza del famoso lama e viaggiatore tibetano Taktsang Répa Ngakwang Gyatso (Wylie: stag tshang ras pa ngag dbang rgya mtsho). Fu il primo ad essere associato al lignaggio Drukpa, sotto il patrocinio della famiglia Namgyal, e divenne molto importante in Ladakh, fungendo da serio rivale della scuola riformata di Gelug o scuola dei Berretti Gialli. I monasteri di Hanle, Hemis, Chemrey e Stakna appartengono tutti alla scuola Drukpa.
Sengge Namgyal morì a Hanle al suo ritorno da una spedizione contro i Mongoli, che avevano occupato Tsang e minacciavano il Ladakh.
Nel 1983, grazie a donazioni estere, è stato istituito il Tashi Choeling ("Centro di buon auspicio Dharma") fornendo sostegno alle suore residenti (che erano 47 nel 2003).

## Posizione
Vicino al monastero si trovano il villaggio di Hanle e l'Osservatorio Astronomico Indiano di Hanle. La posizione sia del villaggio che dell'osservatorio è altamente sensibile a causa della vicinanza del confine tibetano/cinese e per visitare entrambi è necessario un permesso speciale da parte del governo indiano. L'aeroporto di Fukche si trova a 24 chilometri di distanza.